# Rafałówka (stacja kolejowa)
Rafałówka (ukr. Рафалівка) – stacja kolejowa w miejscowości Rafałówka, w rejonie waraskim, w obwodzie rówieńskim, na Ukrainie. Położona jest na linii Sarny – Kowel.
Jest to najbliższa stacja dla miasta rejonowego Waraszu. Odchodzi od niej bocznica do Rówieńskiej Elektrowni Jądrowej.

## Historia
Stacja powstała w czasach carskich pomiędzy stacjami Antonówka i Czartorysk.